# St-Jean-Baptiste (Carrières-sur-Seine)

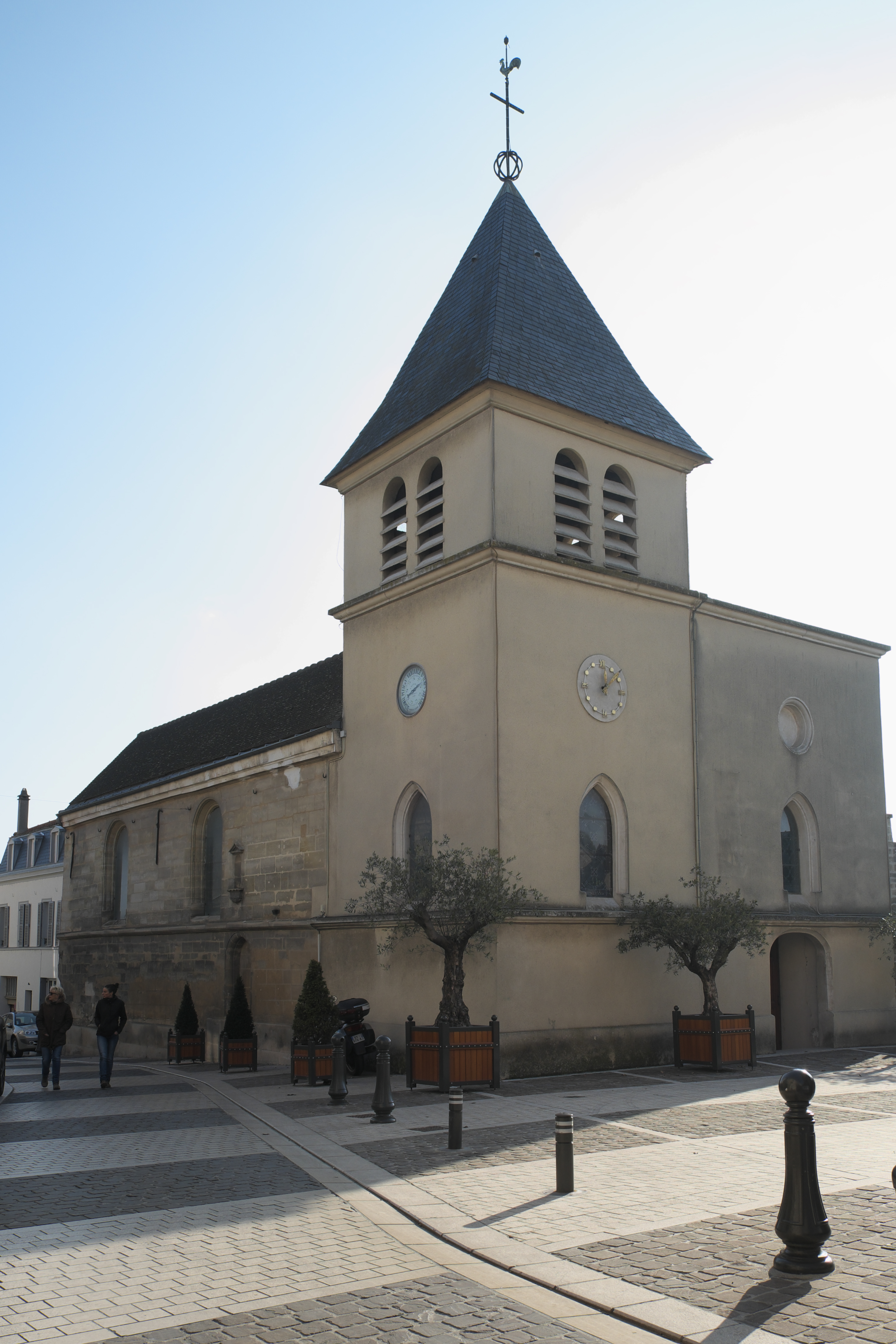
Pfarrkirche Saint-Jean-Baptiste

Die katholische Pfarrkirche Saint-Jean-Baptiste in Carrières-sur-Seine, einer Gemeinde im Département Yvelines in der französischen Region Île-de-France, wurde in der ersten Hälfte des 13. Jahrhunderts errichtet. Die Johannes dem Täufer geweihte Kirche steht auf der Liste des Inventaire général du patrimoine culturel in Frankreich.

## Geschichte
Bereits vor dem Bau der heutigen, auf einer Anhöhe errichteten Kirche gab es in Carrières-sur-Seine, das früher Carrières-Saint-Denis hieß, eine bescheidene Kapelle am Ufer der Seine. Mit dem Bau der neuen Kirche in den Jahren nach 1226 wurde der Ort zur Pfarrei erhoben. 1618 wurde das nördliche Seitenschiff errichtet, worauf die Jahreszahl auf einem Pfeiler im Langhaus verweist. Im Jahr 1812 fanden unter der Leitung des Architekten Desmarais umfangreiche Baumaßnahmen statt. Das Langhaus, der Chor und die Seitenkapellen wurden großenteils abgerissen und neu wiederaufgebaut.

## Architektur

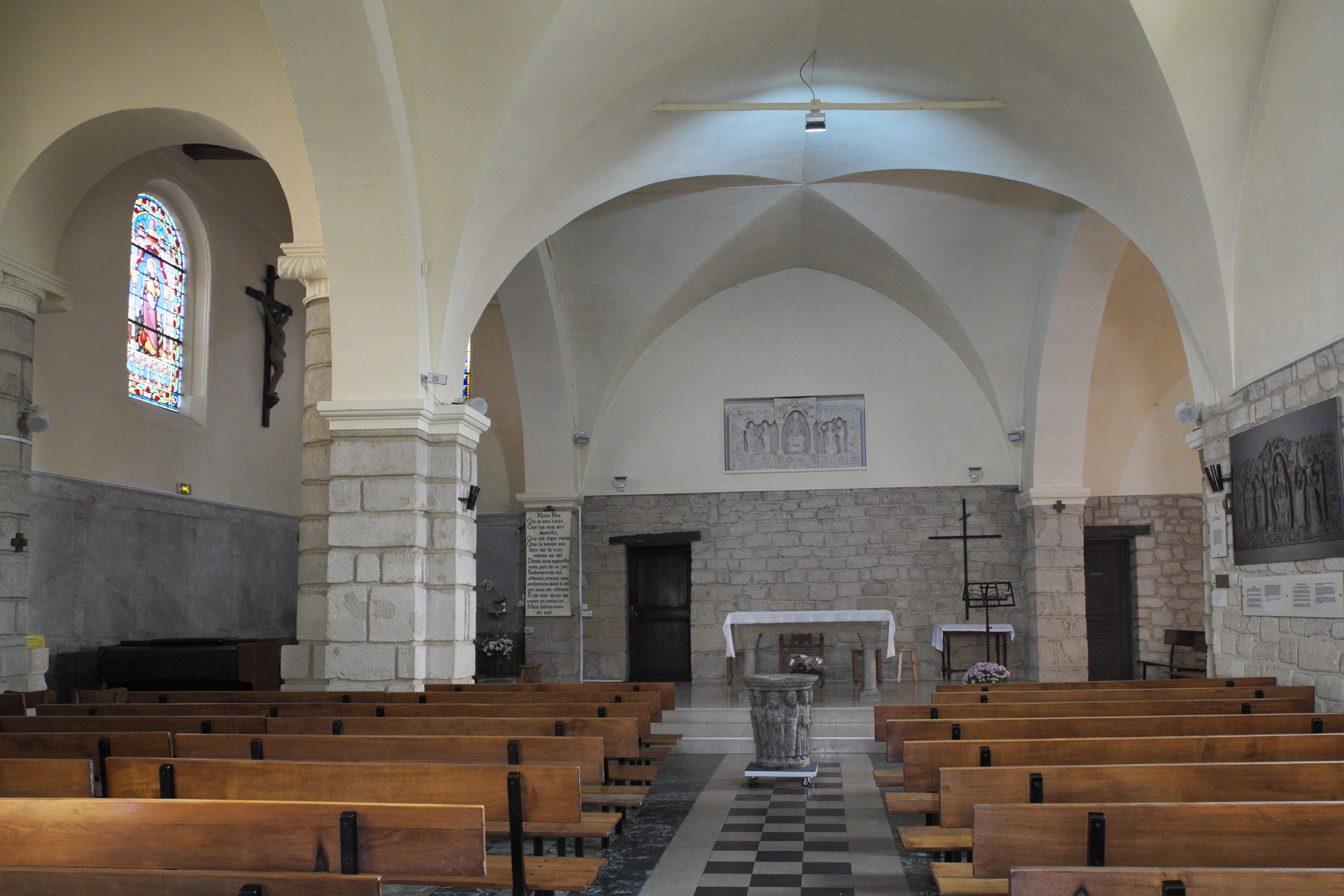
Innenraum

An der Nordwestecke des Langhauses erhebt sich der quadratische, von einem Pyramidendach gedeckte Glockenturm. Das Langhaus ist zweischiffig und mündet im Osten in einen gerade geschlossenen Chor. Das Hauptschiff wird von einem Kreuzgratgewölbe gedeckt, das nördliche Seitenschiff besitzt ein Tonnengewölbe. Die Gewölbe ruhen auf massiven Pfeilern und Wandsäulen, die im nördlichen Seitenschiff mit ionischen Kapitellen verziert sind.

## Bleiglasfenster
Die Kirche ist mit mehreren Bleiglasfenstern ausgestattet. Zwei Fenster werden ins ausgehende 19. Jahrhundert datiert. Auf einem Fenster ist die heilige Margareta von Antiochia mit ihren Attributen, dem Kreuz, einem Palmwedel und dem Drachen, dargestellt. Auf dem anderen Fenster ist der Erzengel Raphael zu sehen, der den jungen Tobias begleitet. Tobias hält einen Fisch in der Hand, durch dessen Galle sein Vater Tobit von der Blindheit geheilt werden soll.
Das Fenster mit der Szene der Unterweisung Mariens trägt die Signatur: „Ch. Champigneulle Paris 1923“. Es wurde in der Pariser Werkstatt der Glasmalerei Champigneulle hergestellt, die damals von Jacques-Charles Champigneulle (1907–1955), dem Enkel des Glasmalers Louis-Charles-Marie Champigneulle (1853–1905), geleitet wurde. Ein weiteres Fenster stellt eine Madonna mit Kind dar.

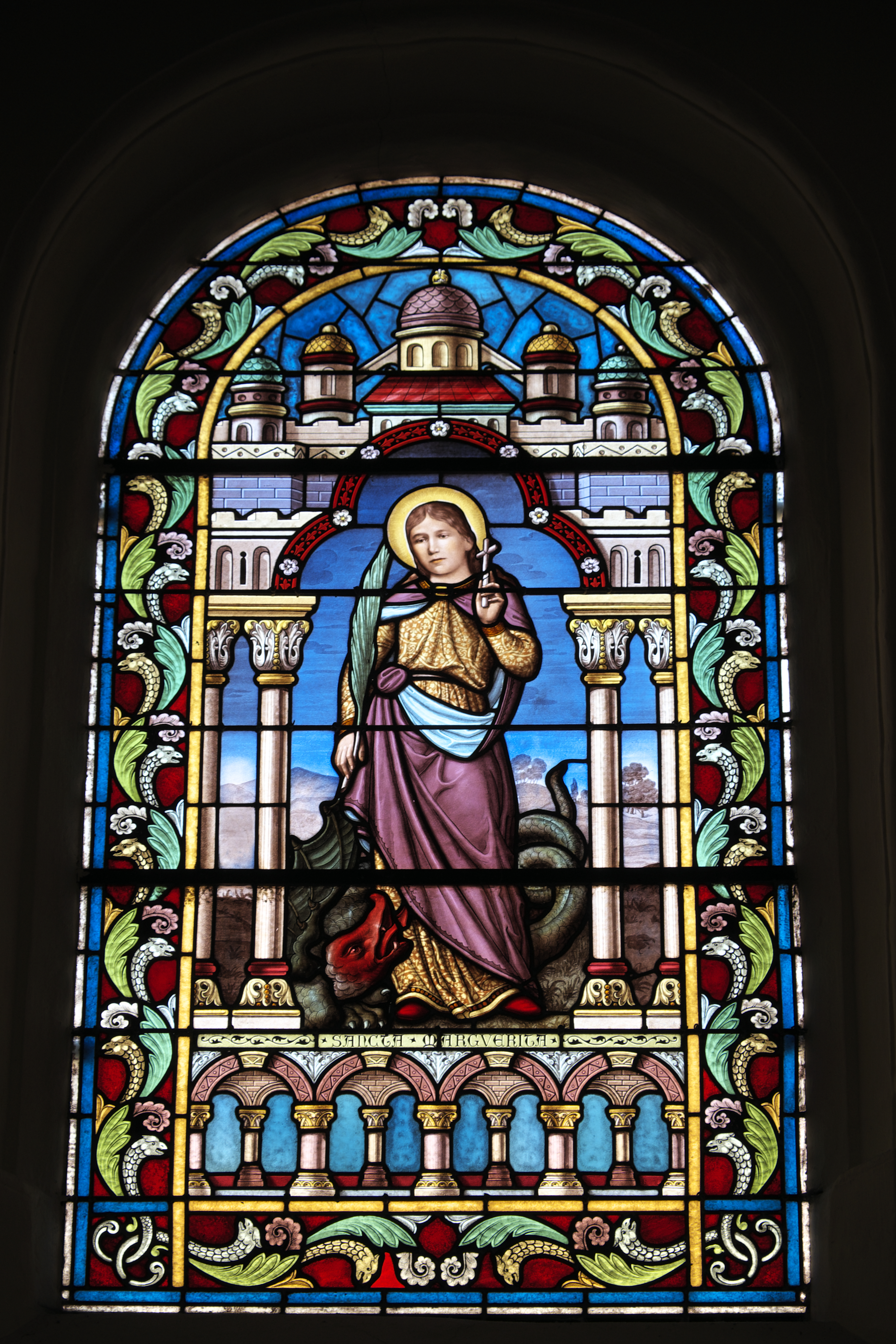
Heilige Margareta von Antiochia
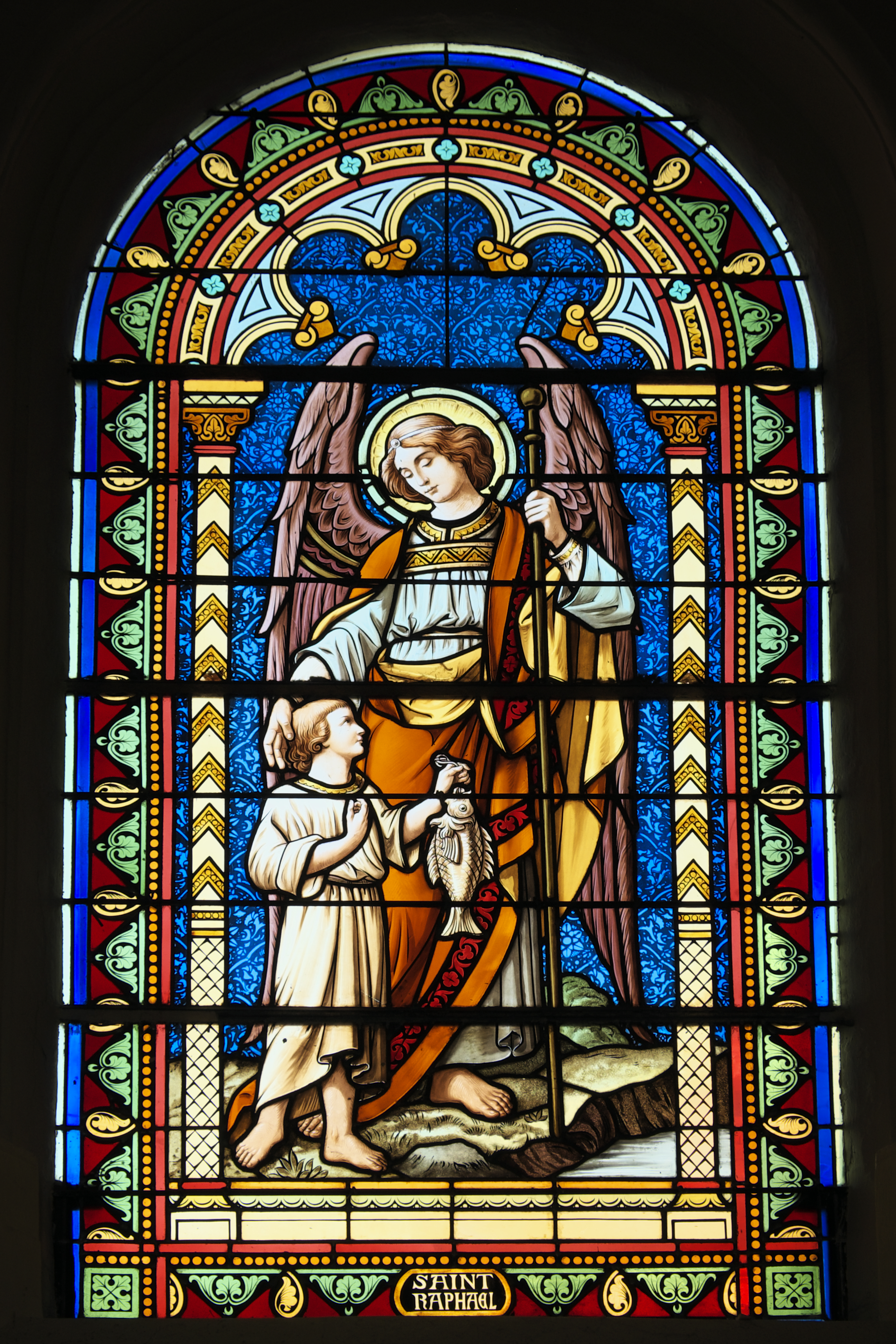
Erzengel Raphael und Tobias
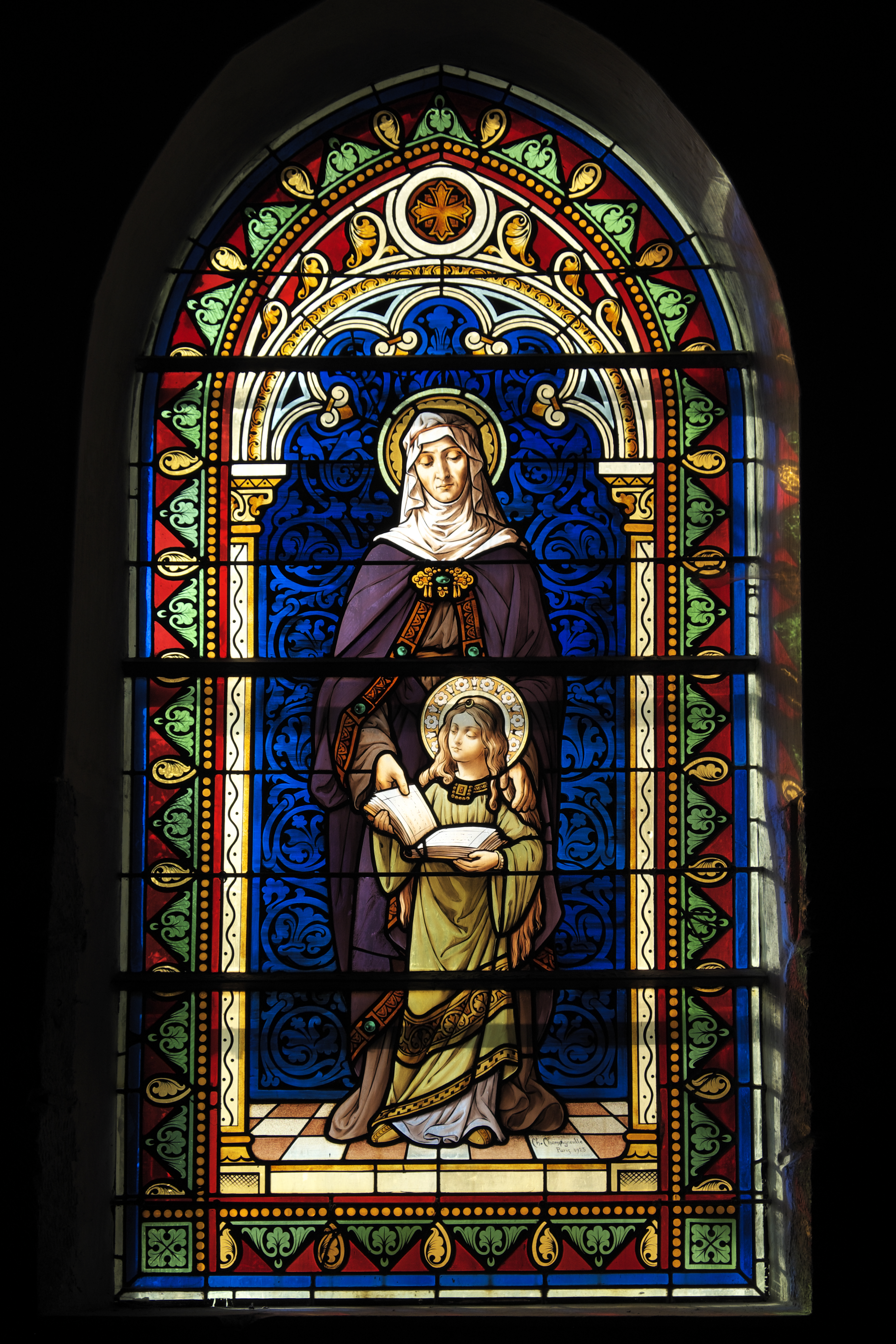
Unterweisung Mariens
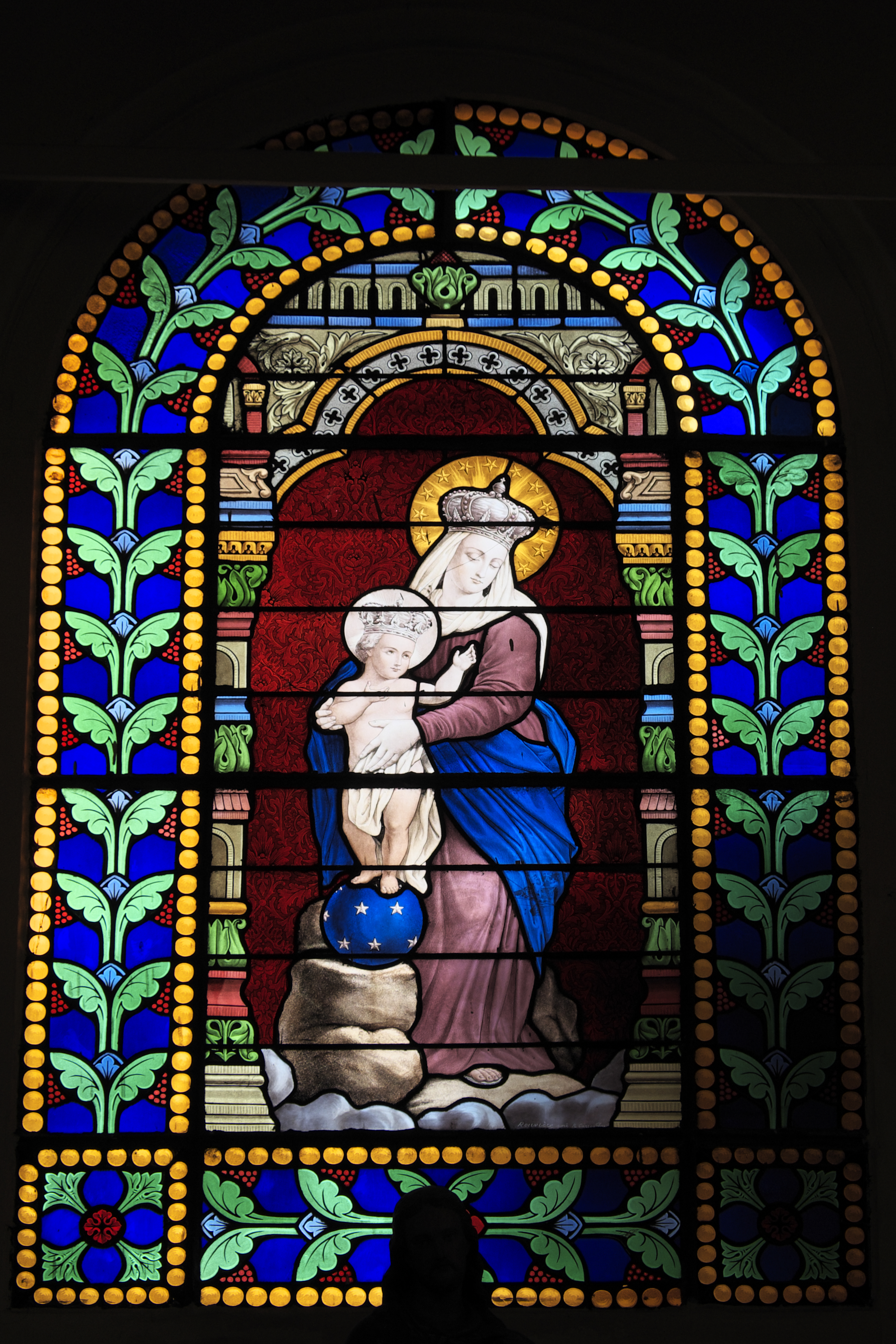
Madonna mit Kind

## Altarretabel

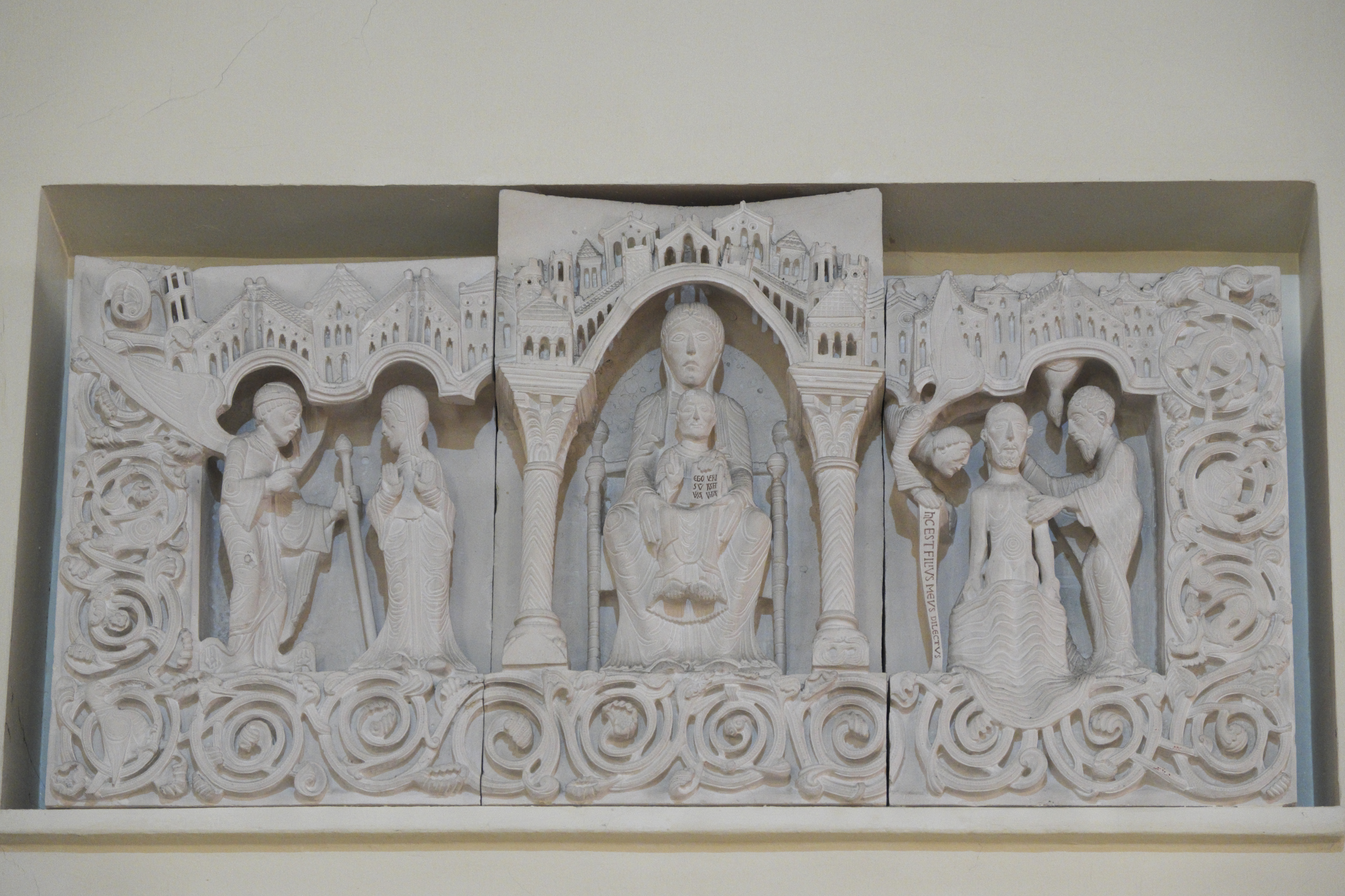
Altarretabel (Kopie)

Im Jahr 1835 wurde bei Bauarbeiten in der Kirche ein Altarretabel wiederentdeckt, das hinter dem damaligen Marienaltar verborgen gewesen war. Das Triptychon, das aus drei mit Reliefs skulptierten Kalksteinblöcken besteht, wird in die erste Hälfte des 12. Jahrhunderts datiert. Im Mittelteil ist eine thronende Madonna dargestellt, auf dem linken Teil die Verkündigung und auf der rechten Seite die Taufe Jesu. Auf dem Retabel sind noch Spuren früherer Farbfassungen zu erkennen. Das Altarretabel steht auf der Liste der Monuments historiques in Frankreich. Im Jahr 1999 wurde eine Kopie des Retabels, das seit 1915 in der Abteilung mittelalterlicher Skulpturen im Museum des Louvre in Paris aufbewahrt wird, in der Kirche von Carrières-sur-Seine eingeweiht.